# Лозовое (Алматинская область)
Лозовое (каз. Лозовое) — упразднённое село в Кербулакском районе Алматинской области Казахстана. Входило в состав Холмогоровского сельсовета (ныне Когалинского сельского округа). Упразднено в середине 1980-х годов.

## География
Располагалось в 4 км к северо-западу от села Шаган (Холмогоровка), на реке Кугалы.

## История
Обозначено на карте Генштаба 1983 г. издания. Упразднено в 1984 или 1985 году, так как в справочнике «Казахская ССР. Административно-территориальное деление на 1-е января 1986 г.» населённый пункт с таким названием в Холмогоровском сельсовете уже не значится.

## Население
На карте 1983 г. в селе значатся 30 человек.